# Vernoux-sur-Boutonne
Vernoux-sur-Boutonne – miejscowość i gmina we Francji, w regionie Nowa Akwitania, w departamencie Deux-Sèvres.
Według danych na rok 1990 gminę zamieszkiwało 167 osób, a gęstość zaludnienia wynosiła 21 osób/km² (wśród 1467 gmin regionu Poitou-Charentes Vernoux-sur-Boutonne plasuje się na 828. miejscu pod względem liczby ludności, natomiast pod względem powierzchni na miejscu 943.).